# Гулимин — Уэд-Нун
Гулимин — Уэд-Нун (араб. كلميم-وادي نون‎; бербер. ⴳⵓⵍⵎⵉⵎ ⴰⵙⵉⴼ ⵏⵓⵏ) — область в Марокко. Юго-восточная часть области расположена на территории Западной Сахары, суверенитет над которой оспаривает Сахарская Арабская Демократическая Республика. Область относится к трём южным провинциям королевства.
Область занимает площадь 46 108 км², по данным марокканской переписи 2014 года в нём проживало 433 757 человек. Административный центр области — Гулимин.

## География

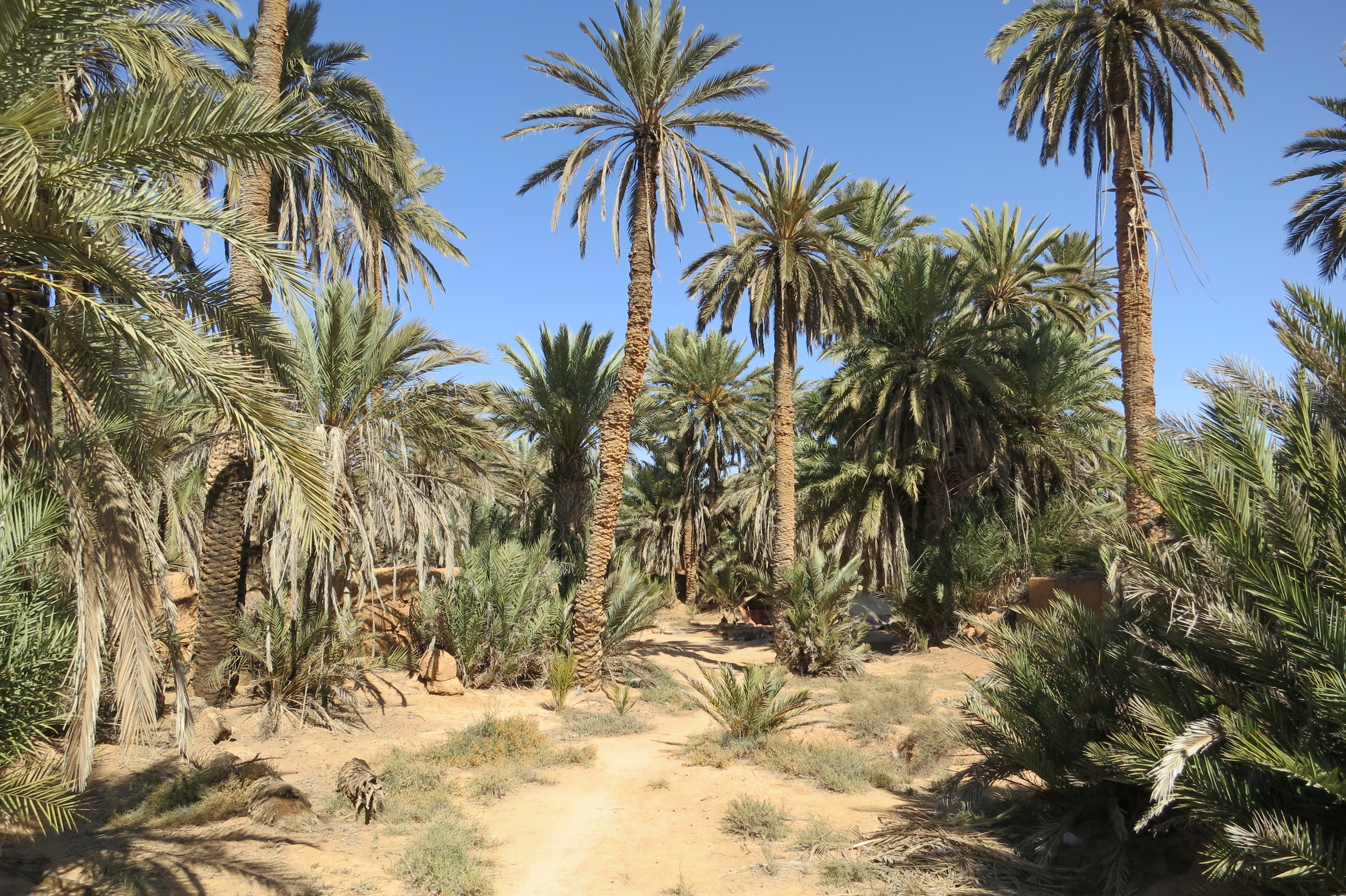
Оазис в Гюльмим-Уэд-Науне

Гулимин — Уэд-Нун граничит с регионами Сус — Масса на северо-востоке и Эль-Аюн — Сегиет-эль-Хамра на юге. На востоке граничит с алжирским вилайетом Тиндуф, а на юго-востоке — с мавританской областью Тирис-Земмур. На атлантическом побережье региона на северо-западе находятся протяжённые участки девственного пляжа. Область разделена пополам рекой Драа, которая течёт с востока на запад (большую часть года русло реки сухое). Название области состоит из двух топонимов из северной её части: административного центра Гулимин и реки Нун. В юго-восточной части области построена марокканская стена: территория к востоку от неё находится под контролем Сахарской Арабской Демократической Республики.

### Климат
Климат аридный (пустынный). По классификации Кёппена — BWh.

## История
Гулимин — Уэд-Нун был образован в сентябре 2015 года путём слияния провинции Сиди-Ифни, ранее входившей в состав области Сус-Масса-Драа, с тремя провинциями из бывшей области Гулимин-Эс-Смара.

## Экономика
Рыболовство — важный вид экономической деятельности: есть порты в Сиди-Ифни и Эль-Уатия. Развивается пляжный туризм. Основные национальные автодороги в регионе — N1 и N12. В регионе расположены два аэропорта: в Гулимине и Тан-Тане.

## Административно-территориальное деление
Область делится на четыре провинции:
- Асса-Заг[англ.];
- Гюльмим (провинция)[англ.]
- Сиди-Ифни (провинция)[англ.];
- Тан-Тан (провинция)[англ.]